# Reichsvereinigung Kohle
Die Reichsvereinigung Kohle (auch: Reichsvereinigung Kohle für den Bergbau und die Kohlewirtschaft; abgekürzt: RVK) war ein Lenkungsverband (= kartellartiges Großgebilde) der deutschen kohleverarbeitenden Industrie während des Zweiten Weltkriegs. Sie wurde im Frühjahr 1941 unter Aufsicht und mit Förderung der Reichsregierung gebildet und vereinigte alle kohleproduzierenden Industriekonzerne. Der Vorsitzende der RV Kohle war bis 1945 Paul Pleiger, Mitbegründer der Reichswerke Hermann Göring.

## Gründung
Die RV Kohle entstand durch Anordnung des Reichswirtschaftsministers vom 21. April 1941. Sie war der Gegenentwurf der Kohleindustriellen zu den Plänen des Reichskohlenkomissars Paul Walter, der die Kohleindustrie analog zum Reichsnährstand umorganisieren wollte. Im Dezember 1940 hatte Walter in einer Rede vor den Syndikatsvorständen, diese frontal angegriffen und Händler die Übergewinne erzielten als „Vampire“ und „Schmarotzer“ bezeichnet, die man „auszumerzen“ habe.
Bei einem „stürmischen“ Treffen einer Delegation von Industriellen darunter Alfried Krupp von Bohlen und Halbach und Friedrich Flick im Februar 1941 mit Hermann Göring, Walther Funk und Paul Walter, bezeichnete Funk den von Walter verfassten „Sozialisierungsentwurf“ als „bolschewistisch“. Dieser stritt dies ab, als aber Funk ein Exemplar hervorholte, wurde Walter überführt und verließ den Raum. Göring stimmte dann dem Vorschlag der Industrie zur Gründung der RVK zu und folgte dem übereinstimmenden Wunsch aller Industriellen, Pleiger den Vorsitz anzubieten. Friedrich Flick äußerte nach dem Krieg:

„Pleiger hat sich um die Erhaltung des privatwirtschaftlichen Charakters des Kohlebergbaus große Verdienste erworben und den staatlichen Einfluß auf den durch die Anordnung zur Bildung der RVK gegebenen Rahmen zu beschränken gewußt. Dadurch hatte er sich die Anerkennung und Mitarbeit der Kohlenindustriellen gesichert.“

Nach Einschätzung von Kim Christian Priemel konnte die Industrie Walter stürzen, weil das NS-Regime die Forderungen, der über ein beträchtliches ökonomisches Machtpotential verfügenden schwerindustriellen Gruppe, nicht einfach übergehen konnte, da im Krieg keine schweren Friktionen bei der Kohleversorgung in Kauf genommen werden konnten.
Die Satzung erfolgte exakt nach den Vorgaben der Industrie. In der Präambel wurde die RVK ausdrücklich als Instrument zur Selbstindienststellung von Industrie und Handel für die Kriegswirtschaft bezeichnet.

## Aufgaben
Hauptaufgaben waren Produktivitätssteigerung, Kontrolle von Distribution und Transport sowie Koordination und Durchführung aller staatlichen Maßnahmen auf dem Kohlesektor.
Unter dem Regime der RV Kohle wurden Sonderschichten, Preisfestsetzungen, die Nutzung von Fremd- und Zwangsarbeitern sowie privatwirtschaftliche Verfügung über Kohlevorkommen in den von der deutschen Wehrmacht besetzten Gebieten (z. B. in Polen und Belgien) eingeführt. Durch ihre Organisationsleistungen sicherte die Reichsvereinigung einerseits den Konzernen die Profitabilität und andererseits dem NS-Regime die kriegsnotwendige Kohleversorgung zur Rüstungsproduktion.
Die erfolgte Ausbeutung von Menschen aus den besetzten Ländern und deren Besitz waren später Anklagepunkte im Nürnberger Nachfolgeprozess gegen Verantwortliche der Wirtschaft des Deutschen Reichs (Flick-Prozess, 1947).
Der Geschäftsführer war der vormalige Ministerialdirektor Erich Flottmann.
In der DDR-Geschichtsschreibung galt die RVK, mit ihrer Verbindung von Selbstverwaltungskompetenzen der Wirtschaft mit hoheitlich-dirigistischen Befugnissen, als Modellfall des Staatsmonopolkapitalismus-Theorems.